# Mononychellus manihoti
Mononychellus manihoti är en spindeldjursart som beskrevs av Doreste 1981. Mononychellus manihoti ingår i släktet Mononychellus och familjen Tetranychidae. Inga underarter finns listade i Catalogue of Life.